# Faculté des sciences humaines et sociales de Paris-Cité
 (mars 2022).
L'UFR des Sciences humaines et sociales est une unité de formation et de recherche et l'une des douze composantes de la Faculté des Sociétés et Humanités de l'université Paris-Cité,.

## Origine
L'UFR de Sciences humaines et sociales a été créée en 1996 pour regrouper trois départements de l'ancienne université Paris-Descartes :
- Sciences du langage ;
- Sciences de l'éducation ;
- Sciences sociales.

Après avoir été située en Sorbonne, la faculté a déménagé à la rentrée 2006-2007 sur le Campus Saint-Germain-des-Prés, où se déroulent la majorité des enseignements. 

## Organigramme
- La Directrice de l'UFR : Cécile Lefèvre, professeur des universités en sociologie et démographie.

### Organisation de l'enseignement
L'UFR regroupait en 2024-2025 environ 2 450 étudiants, depuis le niveau L1 jusqu'au doctorat. Elle est organisée en trois départements :   
- Sciences du langage ;
- Sciences de l'éducation ;
- Sciences sociales.

### Recherche
En 2022, 6 laboratoires de recherche sont rattachés à l'UFR, dont :
- Centre d'anthropologie culturelle (CANTHEL)[4] ;
- Centre de recherche sur les liens sociaux (CERLIS)[5]
- Éducation, discours et apprentissages (EDA)[6] ;
- Centre population et développement (CEPED)[7] ;
- Centre de recherche, médecine, sciences, santé, santé mentale et société (CERMES3)[8] ;
- Centre de philosophie, d'épistémologie et de politique (PHILéPOL)[9].